# Cisticercoză
Cisticercoza este o infecție a țesuturilor provocată de dezvoltarea larvelor (cisticercilor) de tenie porcină (Taenia solium). În cazul persoanelor infectate, simptomele pot fi reduse sau inexistente timp de mai mulți ani, pot să se formeze chisturi solide nedureroase de 1-2 centimetri la nivelul pielii și al mușchilor, sau pot apărea simptome neurologice dacă este afectat creierul. După luni sau ani de zile, chisturile pot deveni dureroase și inflamate, apoi se divid. În țările în curs de dezvoltare, boala este una dintre principalele cauze ale epilepsiei.
Boala se dobândește, de obicei, prin ingestia de alimente sau apă contaminate cu ouă de tenie. Legumele crude reprezintă sursa principală. Ouăle de tenie se găsesc în materiile fecale ale unui purtător al parazitului adult, o boală cunoscută sub denumirea de teniază. Teniaza este o boală diferită, care se dobândește prin ingestia de chisturi prezente în carnea de porc preparată necorespunzător. Persoanele care trăiesc împreună cu un purtător al parazitului prezintă un risc de cisticercoză mai ridicat. Diagnosticul se poate stabili prin aspirația unui chist. Metodele imagistice de diagnostic cum ar fi tomografia computerizată cerebrală (CT) sau imagistica prin rezonanță magnetică cerebrală (RMN) sunt cele mai utile pentru stabilirea diagnosticului. Creșterea excesivă a numărului de leucocite, denumite eozinofile, din lichidul cefalorahidian și sânge reprezintă, de asemenea, un indicator.
Infecția poate fi prevenită cu eficacitate prin respectarea regulilor de igienă personală și salubritate. Acestea includ: prepararea corespunzătoare a cărnii de porc, curățenia toaletelor și accesul îmbunătățit la apă curată. Tratarea persoanelor cu teniază este importantă pentru a evita extinderea bolii. Dacă boala nu afectează sistemul nervos al pacienților, este posibil ca tratamentul să nu fie obligatoriu.  În cazul pacienților cu neurocisticercoză, tratamentul  se poate efectua cu medicamentele Praziquantel sau Albendazol. Tratamentul poate fi necesar pe perioade îndelungate. De asemenea, se poate impune administrarea de steroizi, cu efect antiinflamator pe durata tratamentului, și de medicamente anticonvulsive. În unele cazuri, eliminarea chisturilor se realizează prin intervenție chirurgicală.
Tenia porcină este răspândită îndeosebi în Asia, Africa Subsahariană și America Latină. În unele zone, se estimează că până la 25% din populație este afectată. În țările dezvoltate, tenia se întâlnește foarte rar. La nivel mondial, potrivit datelor din anul 2010, boala a provocat 1.200 de decese, în creștere de la 700 în 1990. Cisticercoza afectează, de asemenea, porcii și vitele, dar rareori se manifestă prin simptome, deoarece perioada de viață a parazitului este scurtă. Boala s-a produs la oameni de-a lungul istoriei. Cisticercoza reprezintă una dintre bolile tropicale neglijate.